# Chileense parlementsverkiezingen 1882
De Chileense parlementsverkiezingen van 1885 resulteerden in een overwinning voor de Alianza Liberal, een alliantie van liberale partijen.
| Kamer van Afgevaardigden | Kamer van Afgevaardigden | Kamer van Afgevaardigden |
| Coalitie                 | Coalitie                 | Zetels                   |
| ------------------------ | ------------------------ | ------------------------ |
|                          | Alianza Liberal          | 102                      |
|                          | Conservador              | 6                        |
| Totaal                   | Totaal                   | 108                      |

| Senaat   | Senaat          | Senaat |
| Coalitie | Coalitie        | Zetels |
| -------- | --------------- | ------ |
|          | Alianza Liberal | 30     |
|          | Conservador     | 8      |
| Totaal   | Totaal          | 38     |

Bron: Heise 1982